# Rue Lepelletier
Ne doit pas être confondu avec Rue Le Peletier.
La rue Lepelletier est une rue de Lille, dans le Nord, en France. 

## Situation et accès
Située dans le quartier du Vieux-Lille, la rue Lepelletier part de la place du Théâtre à son croisement avec la rue de la Bourse et la rue de la Grande-Chaussée pour rejoindre la rue Basse et se prolonger par la rue Bartholomé-Masurel.

## Origine du nom
La rue rend hommage à Louis-Michel Lepeletier de Saint-Fargeau (1760-1793).

## Historique
La rue est une des plus anciennes voies de Lille au centre du « forum » mentionné dans la Charte de Baudouin V de 1066.
Initialement nommée « rue des Prêtres » en référence à ceux de l'ancienne église Saint-Étienne, la rue Lepelletier s'ouvre par le magasin du marchand pelletier Jean-Baptiste Cardon qui, en 1677, fait de la décoration de sa façade une enseigne avec, à gauche, des amours enlaçant un mouton et, à droite, des amours enlaçant un cerf. Le nom de la rue ne rend toutefois pas hommage à ce marchand, mais au conventionnel Le Peletier de Saint-Fargeau, assassiné le 20 janvier 1793, le jour même où il a voté la mort du roi.

## Bâtiments remarquables et lieux de mémoire
La rue comprend plusieurs bâtiments protégés au titre des monuments historiques, les maisons aux 1, 3 et 5 rue Lepelletier.

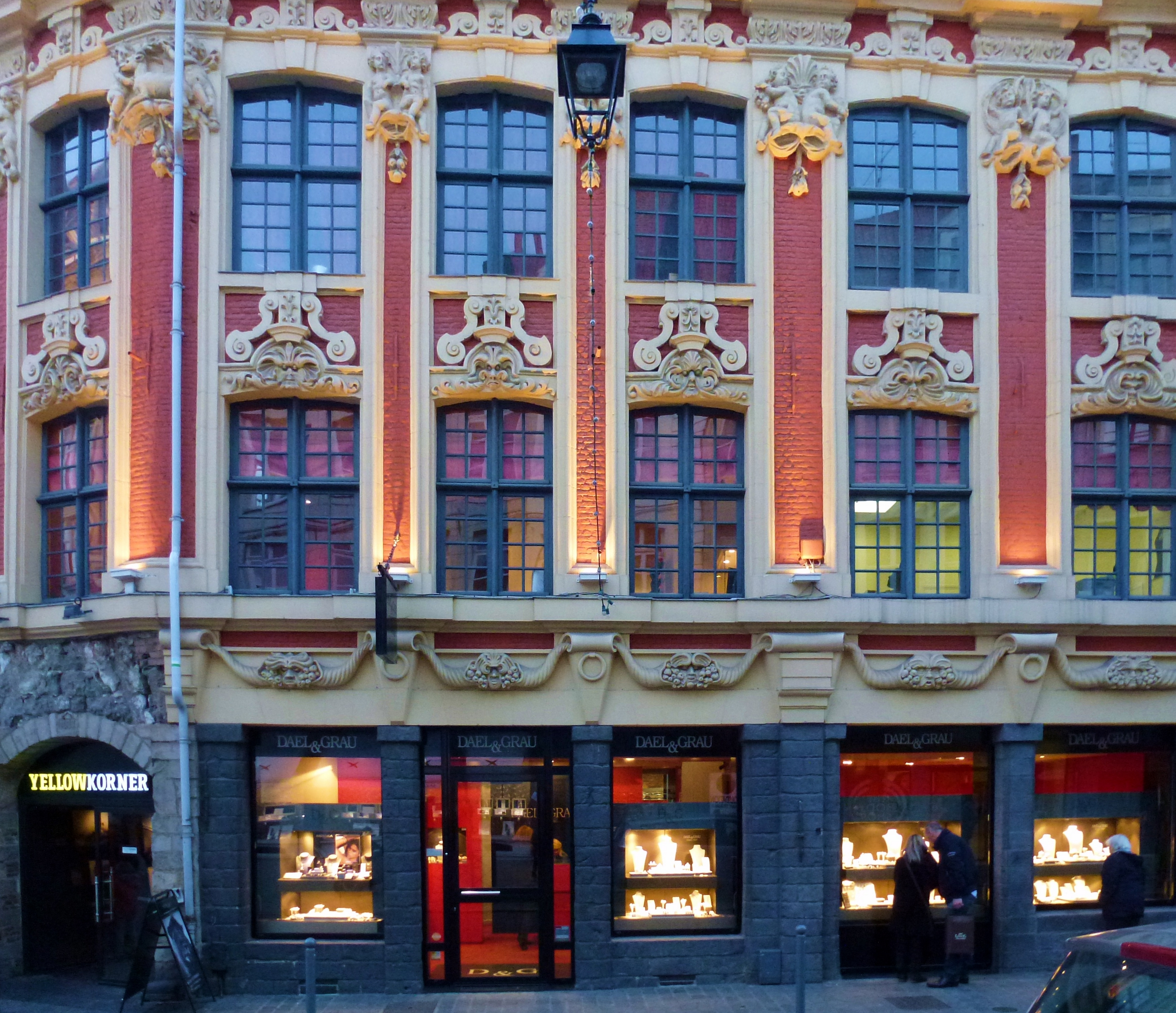
Lille, 3 et 5 rue Lepelletier
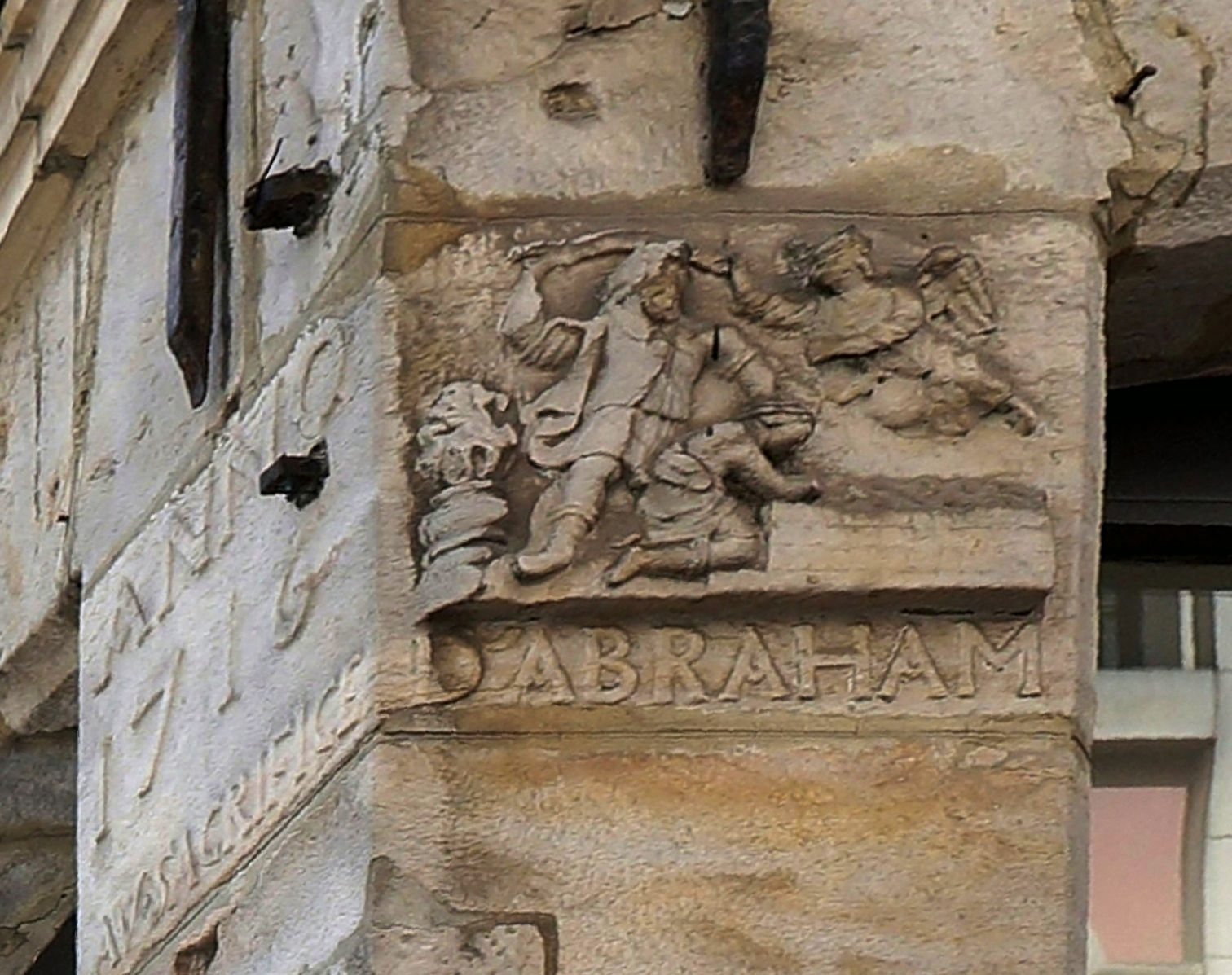
Lille.- Reliefs of Sacrifice of Isaac, 23 Rue Lepelletier

Un passage s'ouvre au numéro 26 de la rue communiquant avec le numéro 11 de la rue Basse.